# Madhyapur Thimi
Madhyapur Thimi (Nepali मध्यपुर थिमि) ist eine Stadt (Munizipalität) im Kathmandutal in Nepal und gehört zum Ballungsraum Kathmandu.
Die Stadt liegt im Distrikt Bhaktapur und grenzt im Westen an Kathmandu und im Osten an die Stadt Bhaktapur. Von Kathmandu ist das Stadtgebiet lediglich durch den internationalen Flughafen getrennt. Madhyapur Thimi gehört zu den ältesten Städten des Tales an der Handelsroute zwischen Kathmandu und Tibet. Die Stadt ist in 17 Wards gegliedert.
Das Stadtgebiet umfasst 11,11 km².

## Einwohner
Bei der Volkszählung 2011 hatte die Stadt Madhyapur Thimi 83.036 Einwohner (davon 42.723 männlich) in 20.302 Haushalten.